# Dorymyrmex chilensis
Dorymyrmex chilensis är en myrart som beskrevs av Auguste-Henri Forel 1911. Dorymyrmex chilensis ingår i släktet Dorymyrmex och familjen myror. Inga underarter finns listade i Catalogue of Life.